# 吴范锡
吴范锡（1984年7月29日—），出生于韩国庆尚北道浦项市，足球运动员，现效力于K联赛1球隊浦项制铁，他是韩国国家队的成员。

## 俱乐部生涯
2003年，吴范锡在家乡球队浦项制铁开始职业足球生涯，2007年他被租借到日本横滨FC半个赛季。2008年转会加盟俄罗斯足球超级联赛球队萨马拉苏维埃之翼，第一个赛季他是球队的主力右后卫，但在2009赛季却失去主力位置。8月份，由于萨马拉队拖欠工资，他根据规定成为自由球员，于是他回到韩国，加盟蔚山现代。
- 2016年-追随洪明甫，加盟中超杭州绿城，但是因俱樂部在賽季末不幸被降級，決定回國改投國內聯賽升班馬江原FC。[2]

## 国家队生涯
2005年1月16日，吴范锡在和哥伦比亚的友谊赛中第一次代表国家队出场。2009年10月14日，他在2比0击败塞内加尔的比赛中打进代表国家队的首个进球。2010年，首次代表韩国出戰南非主辦的2010年世界杯足球赛。